# Zolnay Zsuzsa
Zolnay Zsuzsa (Budapest, 1932. február 18. – Budapest, 2011. április 28.) Jászai Mari-díjas magyar színésznő, a Nemzeti Színház örökös tagja.

## Életpályája
1955-ben végzett a Színház- és Filmművészeti Főiskolán Várkonyi Zoltán és Apáthi Imre osztályában. Első filmszerepe az 1955-ben készült 9-es kórterem című filmben volt. 1955–1956 között a Miskolci Nemzeti Színházhoz szerződött egy évadra. 1956–2000 között a Nemzeti Színház tagja volt; 1989-től Örökös tagja volt. 2000-től a Magyar Színház színművésze volt.
Közreműködött a Magyar Rádió irodalmi műsoraiban.

## Magánélete
Básti Lajos Kossuth-díjas színművész felesége, Básti Juli Kossuth-díjas színművésznő és Básti Mihály édesanyja. Bátyja: Zolnay Pál filmrendező (1928–1995) volt.

## Színpadi szerepei
- Aiszkhülosz: Oresteia... Kassandra
- Alekszandr Gelman: Visszajelzés... Rajevszkaja
- Alekszandr Nyikolajevics Osztrovszkij: Farkasok és bárányok... Kupavina
- Alekszej Nyikolajevics Arbuzov: Irkucki történet... Larisza
- Arnold Wesker: Gyökerek... Jenny
- Barta Lajos: Szerelem... Lujza
- Bertolt Brecht: A rettegés birodalma... Schmidt kisasszony
- Billy Wilder: A mi kis városunk... Mrs Webb
- Carlo Goldoni: Két úr szolgája... Smeraldina
- Csehov: Ivanov... Babakina
- Csiky Gergely: A nagymama... Tímár Karolin
- Csurka István: Döglött aknák... Zsóka
- Csurka István: Megmaradni... Anya
- Dante Alighieri: Isteni színjáték... Beatrice
- Darvas József: Hajnali tűz... özv. Vanczákné
- Darvas József: Részeg eső... Lili
- Devecseri Gábor: Odüsszeusz szerelmei... Aphrodite
- Dobozy Imre: Holnap folytatjuk... Mária
- Dosztojevszkij: A félkegyelmű... Darja Alekszejevna
- Edward Albee: Mindent a kertbe... Beryll
- Federico García Lorca: A csodálatos vargáné... Piros szomszédasszony
- Federico García Lorca: Bernalda Alba háza... Martirio
- Federico García Lorca: Marianita... Clavéla
- Galgóczi Erzsébet: Vidravas... Mariska
- George Bernard Shaw: Candida... Proserpine kisasszony
- George Bernard Shaw: Warrenné mestersége... Vivie
- Gosztonyi János: Rembrandt... Gértje
- Illyés Gyula: Fáklyaláng... Kossuthné
- Iredeus Iridinszkij: Örvény... Első hölgy
- Komlós János: Az édent bezárták... Paraszt anya
- Kornis Mihály: Halleluja... Demeterné
- Madách Imre: Az ember tragédiája... Éva
- Madách Imre: Mózes... Johebéd
- Makszim Gorkij: Jegor Bulicsov és a többiek... Glafira
- Maróti Lajos: Az utolsó utáni éjszaka... Marcella-Marcelline
- Mikszáth Kálmán – Karinthy Ferenc – Benedek András: A Noszty fiú esete Tóth Marival... Krisztina
- Molière: Úrhatnám polgár... Dorimen grófnő; Polgármesterné
- Molière: Tartuffe... Pernelle asszony
- Molnár Ferenc: Játék a kastélyban... Annie
- Móricz Zsigmond: Úri muri... Szakhmáryné; Rhédey Zsuzsika
- Németh László: Galilei... Niccolininé
- Németh László: Utazás... Margit
- Noël Coward: Akt hegedűvel... Orosz hercegnő
- Noël Coward: Forgószínpad... Bonita Belgrave
- Peter Luke: VII. Hadrian... Nancy Crowe
- Peter Weiss: A luzitán szörny... Hölgy
- Pierre Choderlos de Laclos – Vidnyánszky Attila: Veszedelmes viszonyok... Rosemondené
- Szabó György: Kun László szerelmei... Erzsébet
- Szakonyi Károly: Hongkongi paróka... Ancsika
- Szophoklész: Antigoné... Antigoné
- Tennessee Williams: Az ifjúság édes madara... Nonnie néni
- Thuróczy Katalin: Kerített város... Borbála
- Vas István – Illés Endre: Rendetlen bűnbánat... Veronika
- Vasile Lovinescu: Romba dőlt fellegvár... Irina
- Vészi Endre: Statisztika... Főnővér
- Victor Hugo: A királyasszony lovagja... Infánsnő
- Vlagyimir Vlagyimirovics Majakovszkij: Gőzfürdő... Polja
- William Shakespeare: IV. Henrik... Lady Northumberland
- William Shakespeare: Antonius és Cleopatra... Octavia
- William Shakespeare: Julius Caesar... Calpurnia
- William Shakespeare: Rómeó és Júlia... Capuletné
- William Shakespeare: Sok hűhó semmiért... Margit
- William Shakespeare: Szentivánéji álom... Titánia, Hippolita

## Filmjei
| - A 9-es kórterem (1955) – Eszter, mütõsnõ - Áprilisi riadó (1961) – Eszti - Mici néni két élete (1962) – Polyákné, Kati munkatársa - Butaságom története (1965) – Öltöztetőnő - Nem szoktam hazudni (1966) – Anya - Változó felhőzet (1967) – Apáca - Az örökös (1969) – Miss Hopkins - Kórtünet (1969, rövid játékfilm) - Déryné, hol van? (1975) – Capuletné - Első kétszáz évem (1985) - Banánhéjkeringő (1986) – Klára anyja - Hülyeség nem akadály (1986) - Malom a pokolban (1986) - Szeleburdi vakáció (1987) – Nagymama | - És Ön mit tud? (1962) - Othello Gyulaházán (1966) – Sass Olga - Nyaralók (1967) - Bözsi és a többiek (1968) - Volt egyszer egy borbély (1969) – Somlainé Liza - A hódítás iskolája, avagy Don Juan bűnhődése (1970) – Donna Elvira - Az összeesküvés (1973) – Calpurnia - Esős nyár (1976) – Szofja - Második otthonunk – 5. rész: Házi mulatságok (1978) - Családi kör (1979-1981) - Hongkongi paróka (1979) – Ancsika - Cid (1981) – Leonora - Nagyvárosi kanyarok (1981) - Foltyn zeneszerző élete és munkássága (1983) - S.O.S. szobafogság! (1987) – Karola - A nagy varázslat (1988) - Fagylalt tölcsér nélkül (1989) – Recepciós az üdülőben - Angyali történetek (2000) |

## Szinkronszerepei

### Filmek
| Év   | Cím                                              | Szereplő              | Színész               | Szinkron év |
| ---- | ------------------------------------------------ | --------------------- | --------------------- | ----------- |
| 1950 | Tűz és íj                                        | Nonna Bartoli         | Aline MacMahon        | 1984        |
| 1957 | Csendes Don (1. magyar szinkron)                 | Akszinya              | Elina Bisztrickaja    | 1958        |
| 1959 | Ben Hur (1. magyar szinkron)                     | Miriam                | Martha Scott          | 1982        |
| 1959 | Foma Gorgyejev (1. magyar szinkron)              | Szása                 | Marianna Sztrizsenova | 1960        |
| 1959 | Kezedben az élet                                 | Polina                | Marianna Sztrizsenova | 1959        |
| 1962 | A halottak nem beszélnek                         | N/A                   | N/A                   | 1963        |
| 1964 | A hőstenor                                       | Helene                | Antje Weisgerber      | 1967        |
| 1966 | Schach von Wuthenow kapitány története           | Josephine von Carayon | Dagmar Altrichter     | 1968        |
| 1967 | Mindenkinek a magáét                             | Paolo anyja           | N/A                   | 1989        |
| 1969 | Idő a magánéletre                                | N/A                   | N/A                   | 1980        |
| 1970 | A 22-es csapdája (1. magyar szinkron)            | N/A                   | N/A                   | 1972        |
| 1970 | Az ügyvéd (1. magyar szinkron)                   | Ruth Petrocelli       | Diana Muldaur         | 1972        |
| 1970 | Menekülés                                        | Ljuszka               | Tatyjana Tkacs        | 1972        |
| 1971 | A tizedik nap                                    | Theo anyja            | Tsilla Chelton        | 1988        |
| 1972 | Petra von Kant keserű könnyei                    | Valerie von Kant      | Gisela Fackeldey      | 1994        |
| 1973 | Az ördög bájitala                                | N/A                   | N/A                   | 1974        |
| 1973 | Három mogyoró Hamupipőkének (1. magyar szinkron) | A királynő            | Karin Lesch           | 1974        |
| 1974 | A nagy állatszelidítő                            | Száva anyja           | Antonyina Makszimova  | 1978        |
| 1974 | A rivális                                        | N/A                   | N/A                   | 1976        |
| 1975 | Élő erők                                         | N/A                   | N/A                   | 1979        |
| 1975 | Hókirálynő                                       | Nagymama              | Annmarie Hummel       | 1980        |
| 1977 | Annie Hall                                       | Mrs. Hall             | Colleen Dewhurst      | 1980        |
| 1977 | Olyan szívesen férjhez mennék                    | Dana                  | Karolina Slunéčková   | 1981        |
| 1978 | Érzéstelenítés nélkül                            | Ewa anyja             | Iga Mayr              | 1980        |
| 1978 | Gutenberg                                        | N/A                   | N/A                   | 1982        |
| 1978 | Nézzük, hogy fut…                                | Evelyn Parnell        | Barbara Meek          | 1985        |
| 1979 | A tücsök és a hangya                             | Elisa                 | Xenia Pörtner         | 1982        |
| 1980 | A lator                                          | N/A                   | N/A                   | 1982        |
| 1980 | Ékes gyilkosság                                  | N/A                   | N/A                   | 1985        |
| 1980 | Hamlet                                           | Gertrúd               | Claire Bloom          | 1981        |
| 1980 | Szexis hétvége                                   | Lady Davina           | Lynn Redgrave         | 1982        |
| 1980 | Téli rege                                        | Paulina               | Margaret Tyzack       | 1983        |
| 1982 | Eltűntnek nyilvánítva (1. magyar szinkron)       | Kate Newman           | Janice Rule           | 1983        |
| 1983 | A hold vizei                                     | Helen Lancaster       | Penelope Keith        | 1986        |
| 1983 | Szexmisszió                                      | Dr. Jadwiga Yanda     | Ryszarda Hanin        | 1985        |
| 1993 | Kika                                             | N/A                   | N/A                   | 1995        |

### Sorozatok
| Év   | Cím                                       | Szereplő              | Színész        | Szinkron év |
| ---- | ----------------------------------------- | --------------------- | -------------- | ----------- |
| 1974 | Volt egyszer egy ház 1-5.                 | Ulchné                | Dana Medrická  | 1977        |
| 1978 | Meghökkentő mesék I. (1. magyar szinkron) | Carmen La Rosa        | Carmen Silvera | 1981        |
| 1979 | Forró szél                                | Mara, Firga barátnője | Mira Banjac    | 1984        |
| 1982 | Marco Polo                                | Csábi császárnő       | Beulah Quo     | 1984        |